# Jean du Buit
Jean du Buit, né le 20 décembre 1886 à Paris et mort le 17 janvier 1988 à Versailles, était un haut fonctionnaire et banquier français.

## Biographie
Fils d'Henry du Buit, Jean du Buit est élève de l'École polytechnique en 1907 puis à l'École d'application de l'artillerie et du génie en 1909. Il intègre l'inspection générale des Finances et est nommé adjoint à l'inspection générale des Finances en 1913.
Lors de la Première Guerre mondiale, il est mobilisé d'août 1914 à décembre 1918 et est blessé à deux reprises. Il reçoit la croix de guerre.
Après la fin de la guerre, il reprend ses fonctions dans l'administration et est détaché à la direction générale des Finances d'Alsace-Lorraine entre 1919 et 1920. En 1920, il devient chargé de mission au cabinet des ministres des Finances Frédéric François-Marsal puis Charles de Lasteyrie et devient, en 1926, chef de cabinet de Raymond Poincaré, président du Conseil et ministre des Finances. Il est promu inspecteur général des finances.
Il dirige le Crédit national de 1929 à 1942. Il est administrateur de la Compagnie du port, des quais et entrepôts de Beyrouth et de la Compagnie Ouest-Cameroun.
Il est fait commandeur de la Légion d'honneur.
Il avait épousé la fille d'Arsène Henry.

## Travaux
- Notes de du Buit; notes dites M. de Moüy, directeur du Mouvement général des fonds
- Notes pour M. de Lasteyrie, ministre des Finances (1923)
- Notes pour M. Clémentel, ministre des Finances (1922-1925)
- Notes pour M. François-Marsal, ministre des Finances (1924)
- "Document bleu" (1924-1925)
- Notes sur les mécanismes auxquels avait recours le Trésor depuis 1923 pour ses échéances difficiles (1925)
- Correspondance du ministère des Finances avec M. Robineau, gouverneur de la Banque de France (1924-1925)
- Rapports de M. Drouineau, inspecteur des Finances, sur les procédés employés par la Banque de France pour atténuer le chiffre de la circulation des billets (1925), dont note de Paul Doumer
- Note sur la Trésorerie du début de l'année 1925
- Notes du Mouvement fédéral des fonds pour le Ministre (1925-1926)
- Notes Moret adressées aux ministres des Finances: Joseph Caillaux (avril-octobre 1925), Paul Painlevé (octobre-novembre 1925), M. Loucheur (novembre-décembre 1925), Paul Doumer (décembre 1925- janvier 1926), Raoul Péret (mars 1926)
- Notes de du Buit, notamment sur les structures financières de la France, les élections du 11 mai 1924, les deux cabinets de Poincaré en juillet 1926, l'affaire du monopole des allumettes en 1927.
- Discours de Poincaré (1927-1928), coupures de presse de 1928.
- Dossiers sur les difficultés avec les radicaux
- Discours de Caen (28 octobre 1928)
- Conflit avec la commission des Finances
- Fin du ministère Poincaré: notes de du Buit à la fin du ministère (novembre 1928); presse de novembre 1928; caricatures parues dans la presse début 1927-fin 1928
- Notes diverses de du Buit, notamment sur quelques hommes politiques (Clemenceau, Blum, Herriot, Caillaux, Briand, Poincaré, Doumergue)
- Articles de Georges Suarez (octobre 1930)

## Sources
- Michel Margairaz, Dictionnaire historique des inspecteurs des Finances 1801-2009, 2014
- Nathalie Carré de Malberg, Le grand état-major financier : les inspecteurs des Finances, 1918-1946: Les hommes, le métier, les carrières, 2011